# Luddenham, Kent
Luddenham är en ort och civil parish i grevskapet Kent i sydöstra England. Orten ligger i distriktet Swale, cirka 3 kilometer nordväst om Faversham. Civil parishen hade 97 invånare vid folkräkningen år 2021.